# Dermot Turing

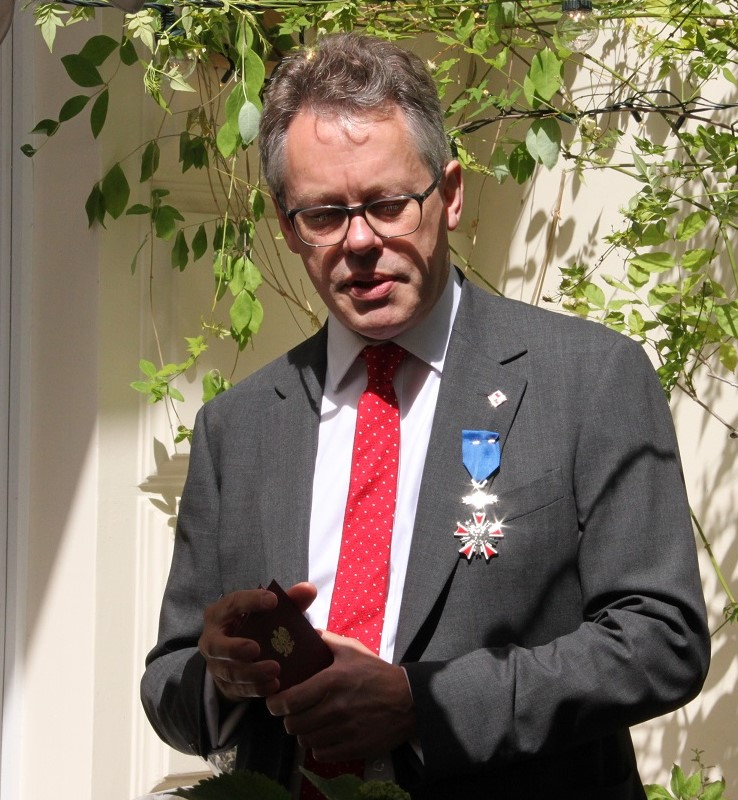
Sir Dermot hier mit dem frisch verliehenen Verdienstorden der Republik Polen (6. Juli 2019)

Sir John Dermot Turing, 12. Baronet (* 26. Februar 1961) ist ein britischer Anwalt mit dem Spezialgebiet Finanzwirtschaft, Autor und Historiker. Er ist ein Neffe von Alan Turing (1912–1954) und hat eine Reihe von Büchern über seinen berühmten Onkel verfasst.

## Leben
Dermot Turing ist der Sohn von John Turing (1908–1983), dem älteren Bruder von Alan Turing, und dessen zweiter Ehefrau Beryl Hann († 15. Mai 2017). Er wurde am King’s College in Cambridge ausgebildet, wo er 1982 seinen Bachelor of Arts (BA) erhielt. Anschließend studierte er am New College in Oxford und promovierte dort 1986 zum Doctor of Philosophy (Ph.D.) in Genetik.
Seit 26. Juli 1986 ist er mit Nicola Jane Simmonds verheiratet. Mit ihr hat er zwei Söhne, John Malcolm Ferrier Turing (* 5. September 1988) und James Robert Edward Turing (* 6. Januar 1991). 1987 erbte er beim Tod seines Onkels vierten Grades, Sir John Leslie Turing, 11. Baronet, dessen 1638 in der Baronetage of Nova Scotia geschaffenen Adelstitel eines Baronet, of Foveran in the County of Aberdeen.  Ab 1990 verbrachte er den Großteil seiner beruflichen Zeit bei der britischen Wirtschaftskanzlei Clifford Chance mit Hauptsitz in London. Zu seinen Aufgaben dort zählte das Risikomanagement in der Finanzdienstleistung, über das er einige Bücher schrieb und auch weitere Abhandlungen verfasste.
Seit einigen Jahren befasst er sich intensiv mit Leben und Werk seines Onkels Alan Turing, der im Zweiten Weltkrieg mit seinen bahnbrechenden Ideen entscheidend zur erfolgreichen Entzifferung des geheimen Nachrichtenverkehrs der deutschen Wehrmacht beigetragen hat. Er verfasste mehrere Bücher zu dieser Thematik und ist darüber hinaus als Trustee und in mehreren Komitees von Bletchley Park aktiv.

## Bücher
- Enigma Traitors – The Struggle to Lose the Cipher War. The History Press, Stroud 2023, ISBN 978-1-8039-9169-6.
- The Codebreakers of Bletchley Park. Arcturus Publishing Ltd, London 2020, ISBN 978-1-78950621-1.
- X, Y & Z – The Real Story of how Enigma was Broken. The History Press, Stroud 2018, ISBN 978-0-75098782-0.
- The Story of Computing. Sirius Entertainment, 2018, ISBN 978-1-78828537-7.
- Alan Turing – The Life of a Genius. The History Press, 2017, ISBN 978-1-84165756-1.
- Prof – Alan Turing Decoded. Pavilion Books, 2015, ISBN 978-1-84165643-4.
- Demystifying the Bombe. The History Press, 2014, ISBN 978-1-84165566-6.
- Clearing and Settlement in Europe. Bloomsbury Professional, 2012, ISBN 978-1-78043110-9-
- Managing Risk in Financial Firms – The Practicalities without the Maths. Tottel Publishing, 2009, ISBN 978-1-84766303-0.
- Insolvency of Regulated Financial Institutions mit Joanna Benjamin. Butterworths Law, 2004, ISBN 978-0-40690495-9.
- Risk Management Handbook – A Practical Guide for Financial Institutions and Their Advisors. LexisNexis, 1999, ISBN 978-0-40692956-3.